# Корнет (старовинний музичний інструмент)

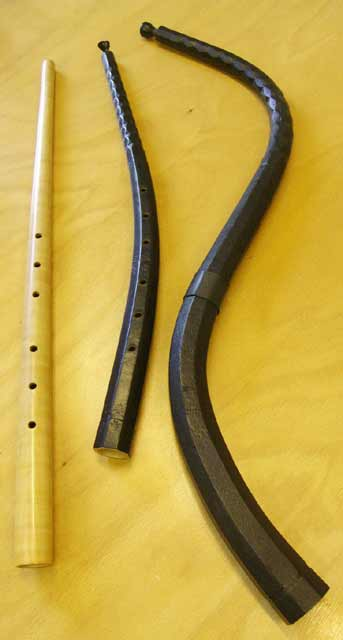
Три різні корнети: співний корнет, гнутий корнет і лізард (тенорний корнет)

Корне́т або гнутий корнет (італ. cornetto, фр. cornet — «ріжок»), цинк (нім. Zink) — західноєвропейський середньовічний духовий інструмент; використовувався у музиці середньовіччя, Відродження та бароко. Вважався духовим інструментом, що найкраще імітує людський голос. Походить з Персії. 
Цинк є своєрідним поєднанням духових інструментів з мідного та дерев'яного сімейства (через конструкцію мундштука) і дерев'яних (через пальцеві отвори, що дозволяють грати хроматично по всьому діапазону інструменту і дають йому рухливість, подібну до флейти).

## Будова інструменту
Корпус інструменту з конічним каналом має прямий або вигнутий вигляд. Він оснащений 6 пальцевими отворами, по три для кожної руки. Звук виникає в маленькому і вузькому лійкоподібному мундштуку.
Найбільш поширений гнутий корнет складався з двох подовжніх частин. Спочатку в кожній половинці вирізали відповідну частину внутрішнього каналу, потім обидві половинки склеювали. Потім інструмент просочували, свердлили і підрізали пальцеві отвори, знову просочували та налаштовували. Наприкінці інструмент обтягували шкірою або пергаментом для зміцнення та герметизації подовжнього з'єднання. Деякі збережені екземпляри перед обтягуванням шкірою додатково обв'язували в кількох місцях. Інструменти виготовляли з дерева ялівцю, горіха, сливи, груші, черешні, самшиту чи ясеня, іноді з слонової кістки.
Подібно виготовлялися тенорні корнети та менші версії інструменту, що звались корнеттіно.
Інші типи, такі як цинк прямий (з мундштуком) та співний (який замість рухомого мундштука мав відповідно профільовану верхню частину корпусу), вироблялися на токарних верстатах за допомогою свердел та розгорток. Мундштуки виготовлялися на токарних верстатах з рогу, слонової кістки або твердого дерева. Вони мали досить гострий край, лійкоподібну форму і вузький канал.

## Звук
Звук цинка поєднує красу звучання інструментів з мідного та дерев'яного сімейства – ясний, але м'який тембр, подібний до тембру людського голосу, добре зливаючись з голосами, органами та іншими духовими і струнними інструментами, "як промінь сонця, що пробиває тіні", – як писав у 1636 році Марен Мерсенн у своїй праці Harmonie Universelle.
Динамічний діапазон звуку цинка дуже великий – він може грати форте, як труба, і піано, як проста флейта.

## Техніка гри
Гра на цьому інструменті дуже складна – мініатюрний, вузький лійкоподібний мундштук з вузьким краєм викликає швидке втомлення губ. Виведення хорошого звучання вимагає багаторічних щоденних тренувань. Інтонація нестійка, тому чиста гра також вимагає великих умінь. Через ці труднощі це був завжди інструмент професійних музикантів.
На основі історичної іконографії можна припустити, що мундштук часто прикладали до губ збоку, біля кута губ, де вони вужчі, а не центрально, як на інших інструментах з мундштуком.

## Використання та репертуар
Цинки використовувалися в Європі з середньовіччя до середини XIX століття; найбільший розквіт припав на 1500-1650 роки, в епоху Відродження та Бароко. У цей час цинк був дуже популярним і широко використовуваним інструментом, передусім завдяки якості та тембру звуку, а також значній рухливості в пасажах та орнаментах. Його використовували в світській та релігійній музиці як сольний віртуозний інструмент, але також для дублювання вокальних голосів у хорі чи в ансамблевій грі. Особливу популярність він здобув в елітних ансамблях, що складалися з двох цинків і трьох пізонів. У своїх творах цинки використовували такі видатні композитори, як, наприклад, Клаудіо Монтеверді, Джованні Габрієлі, Франческо Каваллі, Джироламо Фрескобальді, Джованні Баттіста Річчо, Даріо Кастелло, Антоніо Берталі, Павло Йозеф Вейвановський, Ян Крістіан Толар, Міхаель Преторіус, Йоганн Герман Шейн, Самуель Шайдт, Себастьян Кнюпфер, Йоганн Шелле, Йоганн Пахельбель, Джованні Феліче Санчес, Йоганн Йозеф Фукс, Йоганн Генріх Шмельцер, Андреас Гофер, Алессандро Страделла, Метью Лок, Джон Адсон, Генріх Шютц та багато інших композиторів, пізніше також Йоганн Себастьян Бах та Георг Філіпп Телеман. Цей ряд видатних композиторів завершує Кристоф Віллібальд Глюк, який використовував цинк у своїй опері Орфей і Еврідіка (1762). Цинк басовий (сервент) використовували в симфонічних оркестрах ще в першій половині XIX століття як низькозвучний інструмент в секції мідних духових інструментів.
В другій половині XX століття настав ренесанс цього інструменту. Він знову став незамінним, особливо в ансамблях старовинної музики, які прагнуть до досягнення автентичного звучання виконуваних творів.
Серед українських музикантів, які грали на цинку (гнутому та лізарді), Данило Перцов був відомий своєю майстерністю на цьому інструменті. Як талановитий композитор та мультиінструменталіст, він був учасником ансамблів старовинної музики, зокрема в складі «Хореї Козацької», де активно використовував цинк. Крім того, він писав музику для цього інструменту, працюючи над відродженням автентичних інструментів та репертуару.

## Родина цинків
Цинки (італ. cornetto, нім. Zink) виготовлялися у двох основних формах — вигнутій і прямій. Більшість з них мали плавну кривизну, іноді у формі коми або літери «S», з кутом вигину понад 90°. Внутрішній канал інструментів мав конічну форму, а зовнішня поверхня — восьмигранний перетин. Вигнуті цинки традиційно були чорними: деревина обтягувалася тонкою чорною шкірою.
Як і багато інструментів епох Відродження та Бароко, цинки виготовлялися у різних розмірах, що формували цілу родину. Збереглося чотири основні типи: сопрано (корнеттіно), альт, тенор (лізард) та рідкісний басовий цинк, який у XVII столітті був витіснений інструментом серпент.

### Сопрано — Корнеттіно
Це найвищий за звучанням представник родини цинків. У трактаті Syntagma Musicum (1619) він описаний як інструмент довжиною приблизно 45 см, з діапазоном від E₄ до E₆ (XVI–XVII ст.), а з XVIII ст. — від D₄ до D₆.

### Требельний цинк
У Encyclopædia Britannica (1911) цей інструмент описаний під французькою назвою dessus («верхній голос»). Його діапазон — від A₃ до A₅. Для отримання нижчих звуків виконавець міг послабити амбушур. За статистикою збережених інструментів, це був найпоширеніший тип цинка.

### Альтовий цинк
За кресленнями з Syntagma Musicum (1619), довжина інструмента складала близько 60 см. Він мав діапазон від G₃ до G₅, хоча при добрій техніці нижня межа могла сягати F₃. Encyclopædia Britannica називала його haute-contre (альтовий цинк).

### Тенорний цинк — лізард
Цей інструмент, довжиною близько 1,1 м, мав ширший нижній кінець і через це нагадував за тембром сигнальний ріжок. Його діапазон становив приблизно від C₃ до D₅. Хоча французькі та німецькі назви містять слово «бас», органологи Сібіл Маркуз та Ентоні Бейнс класифікують його як тенор. Через обмежену гучність він часто використовувався у поєднанні з тромбонами для виконання нижніх партій.

### Басовий цинк
Збереглося лише два відомих приклади цього типу: один у музеї Паризької консерваторії, інший — у Гамбурзі. Вони мали ще нижче налаштування, іноді — на октаву нижче від корнетіно. Паризький екземпляр має восьмигранний корпус та 4 додаткові клапани, гамбурзький — 2.

### Прямий цинк
Цей варіант мав ту ж конічну будову, але без вигину. Його виготовляли переважно з світлої деревини (наприклад, самшиту) і не обтягували шкірою. Французькою його називали cornet droit, німецькою — gerader Zink, італійською — cornetto diritto. У більшості випадків це були требельні цинки (діапазон A₃–A₅), хоча деякі тенори (C₃–D₅) також збереглися.

### Співний корнет
Це прямий цинк з вбудованим мундштуком у формі конуса, вирізаним просто в корпусі. Звучання цього інструмента відрізняється: воно «м’яке, ніжне та солодке», що дозволяло використовувати його у ансамблях з віолами чи блокфлейтами. Більшість таких інструментів — це требельні або сопрано-цинки. Діапазон: G₃–A₅ (требель), E₄–E₆ (сопрано). Деякі моделі мали додатковий отвір на нижньому кінці, що дозволяло брати ще нижчі ноти.